# Баландин, Анатолий Никифорович
Анато́лий Ники́форович Бала́ндин (14 июля 1927, Оренбург — 19 февраля 2014, там же) — советский государственный и партийный деятель. Председатель Оренбургского облисполкома (1966—1980), первый секретарь Оренбургского обкома КПСС (1980—1989). Депутат Совета Союза Верховного Совета СССР 7-11 созывов (1966—1989) от Оренбургской области.

## Биография
Русский. В 1952 году окончил Чкаловский сельскохозяйственный институт.
- 1952—1957 — главный агроном Красно-Восточной машинно-тракторной станции, директор машинно-тракторной станции имени Ф. Э. Дзержинского (Чкаловская область). Член КПСС с 1954 года.
- 1957—1959 — инструктор сельскохозяйственного отдела Чкаловского/Оренбургского областного комитета КПСС.
- 1959—1962 — первый секретарь Чкаловского районного комитета КПСС (Оренбургская область).
- 1962—1964 — директор Сорочинского территориального производственного колхозно-совхозного управления (Оренбургская область), в состав которого входили районы Юго-Западной части области..
- 1964 — заведующий сельскохозяйственным отделом Оренбургского сельского областного комитета КПСС.
- ? — 23 декабря 1964 — второй секретарь Оренбургского сельского областного комитета КПСС.
- 23 декабря 1964 — февраль 1966 — секретарь Оренбургского областного комитета КПСС.
- февраль 1966 — декабрь 1980 — председатель исполнительного комитета Оренбургского областного Совета депутатов трудящихся.
- 22 декабря 1980 — 25 августа 1989 — первый секретарь Оренбургского областного комитета КПСС.

На выборах на Съезд народных депутатов СССР в марте 1989 проиграл в Оренбургском сельском территориальном округе старшему лейтенанту ВВС Николаю Тутову.
Член ЦК КПСС в 1981—1990.
С 25 августа 1989 персональный пенсионер союзного значения. В середине 1990-х недолго работал в городской администрации советником главы города по вопросам сельского хозяйства.
В 1997—2013 — председатель Оренбургского областного Совета ветеранов войны, труда, Вооруженных Сил и правоохранительных органов. Руководил областной комиссией по помилованию.
Депутат Совета Союза Верховного Совета СССР 7-11 созывов от Оренбургской области. Делегат XXIII, XXIV, XXV, XXVI, XXVII съездов КПСС и XIX Всесоюзной конференции КПСС.
Скончался 19 февраля 2014 в Оренбурге. Похоронен на кладбищенском комплексе «Степной-1».

## Награды
- три ордена Ленина
- орден Октябрьской Революции
- два ордена Трудового Красного Знамени
- почетный гражданин Оренбургского района (2007)[2]
- Почётный гражданин города Оренбурга[3]